# Tetragnatha bituberculata
Tetragnatha bituberculata este o specie de păianjeni din genul Tetragnatha, familia Tetragnathidae, descrisă de L. Koch, 1867. Conform Catalogue of Life specia Tetragnatha bituberculata nu are subspecii cunoscute.

## Galerie

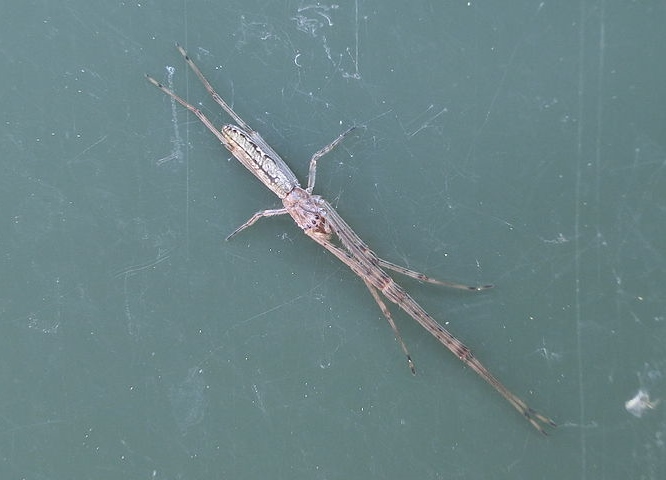
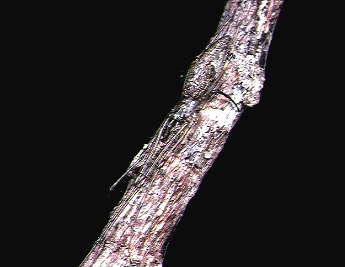
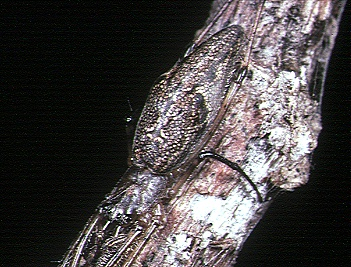